# Albury (Surrey)
Albury is een civil parish in het bestuurlijke gebied Guildford, in het Engelse graafschap Surrey met 1191 inwoners.

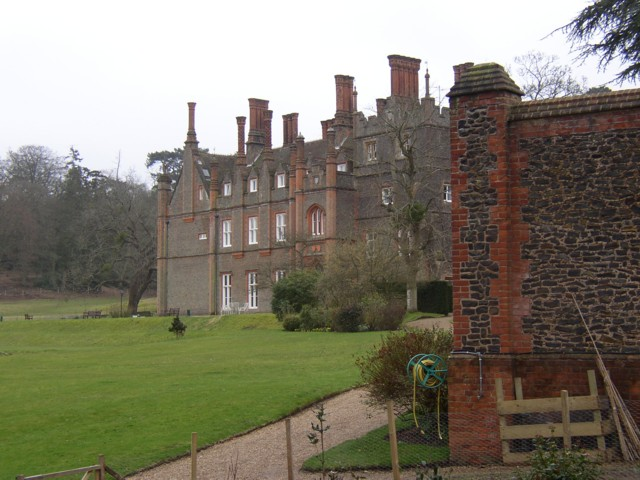
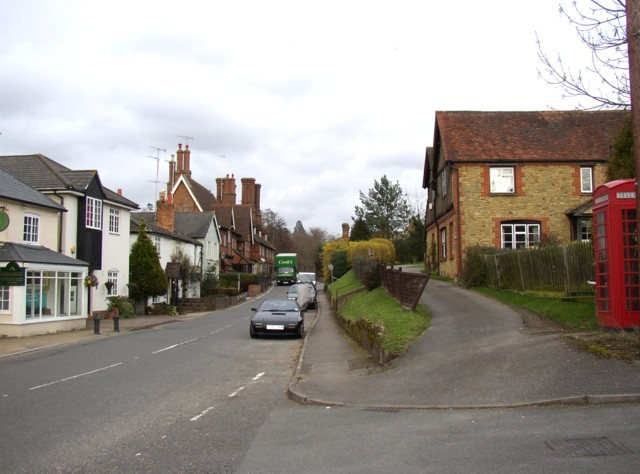
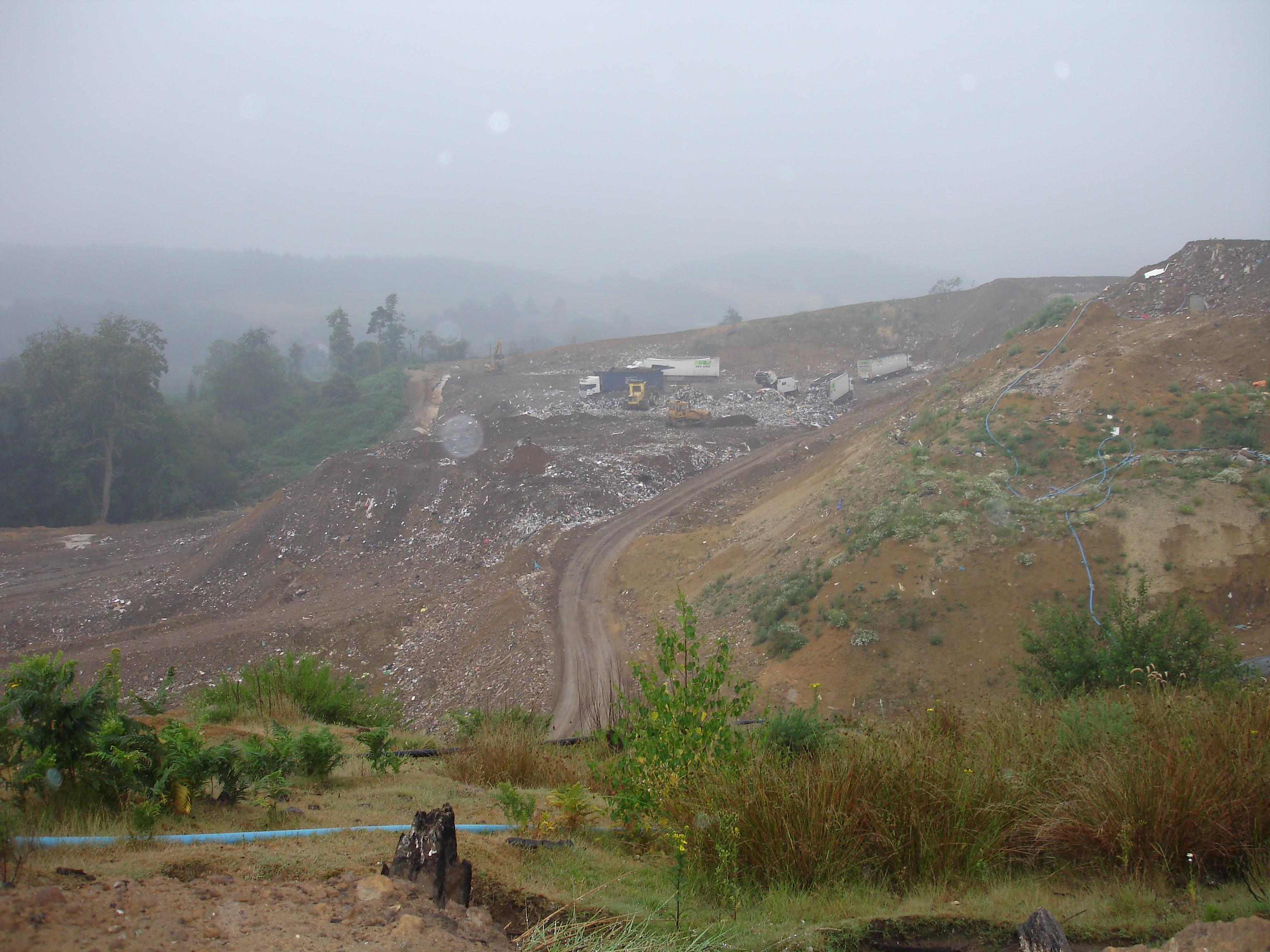